# Шарипханов, Сырым Дюсенгазиевич
Сырым Дюсенгазиевич Шарипханов (род. 1 мая 1967) — министр по чрезвычайным ситуациям Республики Казахстан 10 июня 2023 — 6 февраля 2024). Доктор технических наук, вице-президент Академии военных наук, генерал-майор.
Родился 1 мая 1967 года в Алма-Ате. Окончил Казанское высшее военное командно-инженерное училище (1991), Академию Гражданской защиты МЧС России (2002) и адъюнктуру там же (2005), Академию «Кокше» (2015) и Академию Государственной противопожарной службы МЧС РФ (2018).
Послужной список:
- 1991—1993 — старший оператор стартовой батареи ракетного дивизиона 44 ракетной бригады 40 ОА Туркестанского военного округа.
- 1993—1996 — заместитель начальника курсов штаба Гражданской обороны Джамбулской области,
- 1996—1999 — начальник центра подготовки и обучения Жамбылского областного управления по ЧС,
- 1999—2000 — заместитель начальника РГКП «Республиканские курсы повышения квалификации руководящего состава в области чрезвычайных ситуаций и гражданской обороны АЧС РК» (г. Алматы),
- 2000—2002 — слушатель Академии ГЗ МЧС России, Москва.
- 2002—2005 — заместитель начальника отдела — центра подготовки и обучения Алматинского городского управления по ЧС Агентства по чрезвычайным ситуациям.
- 2005—2008 — начальник отдела защиты территорий и населения ДЧС г. Алматы.
- 2008—2010 — начальник Управления гражданской обороны ДЧС г. Алматы.

С 2010 по 2013 год заместитель начальника, с 2013 по 2021 год начальник Кокшетауского технического института МЧС РК.
С 2021 до 10 июня 2023 года начальник Академии гражданской защиты им. Малика Габдуллина МЧС РК.
С 10 июня 2023 года министр по чрезвычайным ситуациям Республики Казахстан.
Кандидат (2005), доктор (2010) технических наук. Вице-президент Академии военных наук. Кандидатская диссертация: «Разработка методики анализа и синтеза систем оперативного реагирования на чрезвычайные ситуации на основе графоаналитического метода». Докторская диссертация: «Разработка информационной логистики чрезвычайных ситуаций».
Автор 7 монографий и учебных пособий, свыше 100 научных статей, разделов в казахстанских и зарубежных научно-образовательных и научно-теоретических изданиях по проблемам гражданской обороны и безопасности в ЧС.
Сочинения:
- Чрезвычайные ситуаций техногенного характера. Основные понятия и определения. Учебное пособие / С. Д. Шарипханов, К. Ж. Раимбеков, А. Б. Кусаинов — Кокшетау: Кокшетауский технический института КЧС МВД Республики Казахстан, 2015. — 102 с.